# Helmuth Theodor Bossert
Helmuth Philipp Theodor Bossert (Landau in der Pfalz, 11 settembre 1889 – Istanbul, 5 febbraio 1961) è stato un archeologo e storico dell'arte tedesco.

## Biografia
Bossert studiò a Heidelberg, Strasburgo, Monaco di Baviera e Friburgo: storia dell'arte, storia, archeologia e tedesco. Nel 1913 conseguì il dottorato a Friburgo, con una tesi sull'ex altare nella Chiesa parrocchiale di Nostra Signora delle Paludi, a Vipiteno (Sternzing), in Italia.
Nel 1918 completò un anno di servizio militare da ufficiale nella prima guerra mondiale e dopo la guerra riprese la carriera universitaria conseguendo diverse borse di studio.
Fu una delle massime autorità nel campo della Ittitologia e dal 1930 si dedicò agli studi sull'attribuzione di valori fonetici o ideogrammatici dei segni attestati, e sull'identificazione del contenuto che si doveva celare dietro di essi.
Nel 1934 fu nominato professore di Lingue e Cultura del Medio Oriente, all'Università di Berlino, e nello stesso tempo accettò la direzione all'Università degli Studi di Istanbul, negli stessi settori.
Effettuò numerosi viaggi alla ricerca di informazioni archeologiche in Anatolia e pubblicò una mappa in cui sono registrate tutte le località archeologiche con i ritrovamenti di alcune divinità raffigurate su di un toro o nell'atto di cavalcarlo. A causa della seconda guerra mondiale l'attività si fermò per poi riprendere nel 1946.
Nel 1946, in uno dei suoi numerosi viaggi attraverso l'Anatolia, insieme all'assistente archeologa turca, Halet Cambel, scoprì una piccola fortezza sul colle di Karatepe, chiamata Azatiwataya, che costituì una delle più straordinarie scoperte archeologiche del XX secolo.
Dal 1947 al 1956 diresse gli scavi sul sito di Karatepe che furono promossi dalla Facoltà di Lettere dell'Università di Istanbul insieme con la Direzione Generale dei Musei e Antichità di Ankara.

## Opere
- (DE)  Der ehemalige Hochaltar in Unserer Lieben Frauen Pfarrkirche zu Sternzing in Tirol, Innsbruck 1914
- (DE)  Das Ornamentwerk. Eine Sammlung angewandter farbigen Ornamente und Dekorationen. Unter besonderer Berücksichtigung der weniger bekannten Kulturen für den praktischen Gebrauch, Wasmuth, Berlin 1924
- (DE)  Volkskunst in Europa. Nahezu 2100 Beispiele unter besonderer Berücksichtigung der Ornamentik auf 132 Tafeln, darunter 100 in mehrfarbiger originalgetreuer Wiedergabe, Wasmuth, Berlin 1926
- (DE)  Kamerad im Westen, 1930
- (DE)  Wehrlos hinter der Front, 1931
- (DE)  Šantaš und Kupapa. Neue Beiträge zur Entzifferung der kretischen und hethitischen Bilderhandschrift, 1932
- (DE)  Geschichte des Kunstgewerbes aller Zeiten und Völker, 6 Bände, Wasmuth, Berlin 1928-1935
- (EN)  The art of ancient Crete, London, 1939
- (DE)  Altanatolien, E. Wasmuth, Berlino 1942
- (DE)  Ornamente Der Volkskunst: Gewebe, Teppiche, Stickereien, Wasmuth, 1949
- (DE, TR) Die Ausgrabungen auf dem Karatepe (Erster Vorbericht) - Karatepe Kazilari. Birinci ön-rapor, Ankara 1950
- (DE)  Altsyrien, 1951
- (DE)  Janus und der Mann mit der Adler- Oder Greifenmaske, Istanbul: Nederlands Historisch-Archaeologische Institut in her Nabije Oosten, 1959.